# San Nicolás Solís
San Nicolás Solís är en ort i kommunen Temascalcingo i delstaten Mexiko i Mexiko. Samhället hade 1 079 invånare vid folkräkningen 2020.